# Битка код Мегида (609. п. н. е.)
Битка код Мегида је вођена 609. п. н. е. између египатске војске под командом фараона Нехо II и јудејске војскекраља Јошије. Наиме, Египат је у то вријеме био у савезу са Асирцима против Вавилона. Како би помогао својим савезницима, египатски фараон Нехо II је пожурио у помоћ нападнутим Асирцима, али је био заустављен на линији Виа Марис од јудејског краља Јошије. Египћани су побиједили и Јошија је био убијен, али нису успјели спријечити пораз Асираца.